# Malesherbia campanulata
Malesherbia campanulata är en passionsblomsväxtart som beskrevs av Mario Héctor Ricardi Salinas. Malesherbia campanulata ingår i släktet Malesherbia och familjen passionsblomsväxter. Inga underarter finns listade i Catalogue of Life.